# Carroll, New South Wales
Carroll là một đô thị thuộc New England, New South Wales, Úc.
1. ↑  Australian Bureau of Statistics (25 tháng 10 năm 2007). “Carroll (State Suburb)”. 2006 Census QuickStats. Truy cập ngày 28 tháng 6 năm 2009.